# کاراوان پالیس (آلبوم)
کاراوان پالیس (به انگلیسی: Caravan Palace) نخستین آلبوم استودیویی گروه الکترو سوئینگ کاروان پالاس است که در ۲۰ اکتبر ۲۰۰۸ منتشر شد. این آلبوم در زادگاه گروه فرانسه بهترین عملکرد فروش را داشت و در اوت ۲۰۰۹ به رتبه ۱۱ پرفروشت‌ترین‌ها رسید و به مدت ۶۸ هفته متوالی در فهرست آلبوم‌های پرفروش فرانسوی باقی ماند.

## فهرست آهنگ‌ها
| شماره      | نام                    | مدت   |
| ---------- | ---------------------- | ----- |
| ۱.         | «Dragons»              | ۴:۰۵  |
| ۲.         | «Star Scat»            | ۳:۵۰  |
| ۳.         | «Ended With the Night» | ۵:۰۰  |
| ۴.         | «Jolie Coquine»        | ۳:۴۶  |
| ۵.         | «Oooh»                 | ۱:۴۹  |
| ۶.         | «Suzy»                 | ۴:۰۷  |
| ۷.         | «Je M'Amuse»           | ۳:۳۴  |
| ۸.         | «Violente Valse»       | ۳:۳۵  |
| ۹.         | «Brotherswing»         | ۳:۴۲  |
| ۱۰.        | «L'Envol»              | ۳:۴۶  |
| ۱۱.        | «Sofa»                 | ۰:۵۱  |
| ۱۲.        | «Bambous»              | ۳:۱۴  |
| ۱۳.        | «Lazy Place»           | ۳:۵۷  |
| ۱۴.        | «We Can Dance»         | ۴:۲۳  |
| ۱۵.        | «La Caravane»          | ۵:۰۵  |
| مجموع مدت: | مجموع مدت:             | ۵۴:۴۴ |

## سازندگان
- هوگوس پاین - ویولن
- آرنود ویال - گیتار
- چارلز دلاپورت - کنترباس
- کامیل چاپلیر- کلارینت
- آنتوان توستو - ترومبون، دستگاه درام
- آئورلین - گیتار، دی جی
- سونیا فرناندز ولاسکو با نام مستعار زویی کلوتیس - خواننده